# Rossini Opera Festival

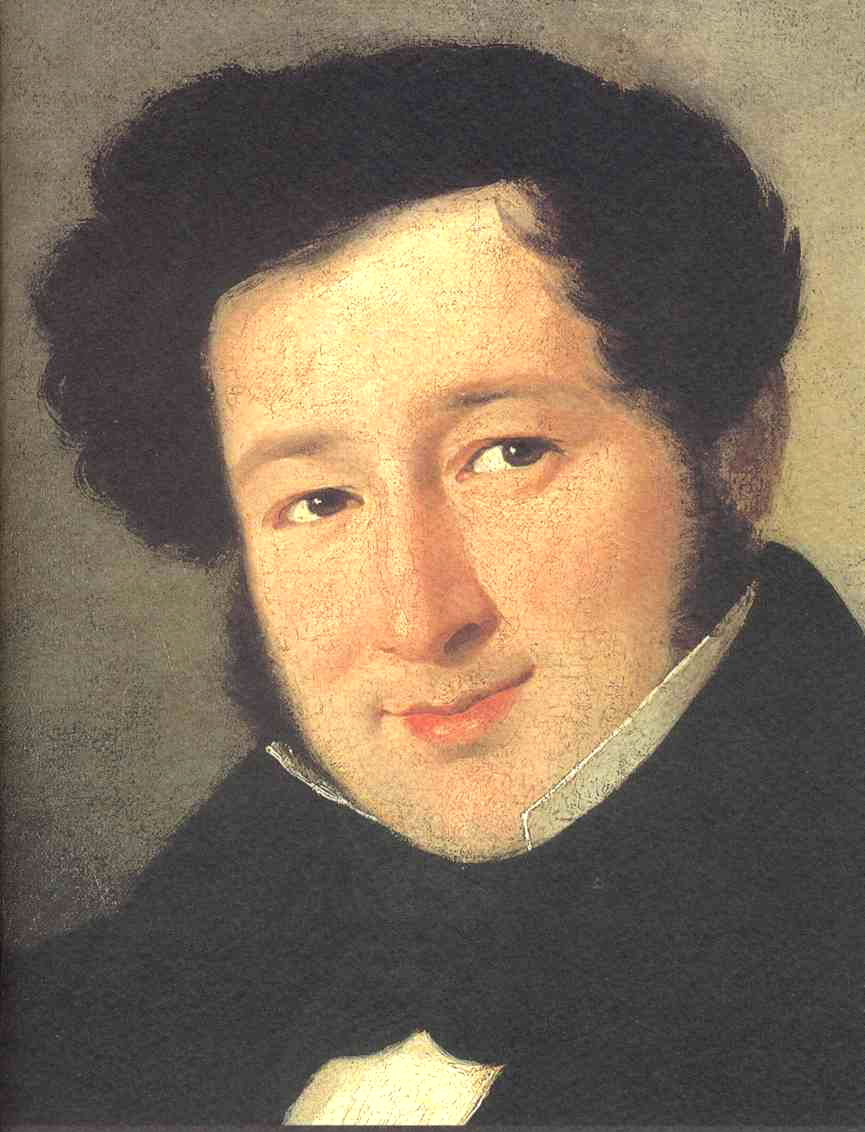
Gioachino Rossini.

Le Rossini Opera Festival (fréquemment  appelé par les musiciens le Festival de Pesaro) est un festival d'opéras qui a lieu en août de chaque année à Pesaro, dans les Marches, en Italie, dans la ville natale du compositeur d'opéras Gioachino Rossini.
Les représentations ont lieu dans le théâtre de 850 places construit en 1818, le Teatro Rossini et, depuis 1988, au palais des sports modifié (Palasport) qui contient 1 500 places. Depuis l'an 2000, un autre théâtre, le Teatro Sperimentale (Théâtre Expérimental), offre la possibilité de représenter des œuvres de moindre envergure de contemporains de Rossini tels que Giuseppe Mosca, Pietro Generali et Carlo Coccia.

## La musique de Rossini à Pesaro
Avant la création du Festival, il n'était pas rare d'assister à des exécutions de la musique de Rossini dans sa ville natale. Ainsi, en 1868 lorsque le compositeur mourut à Paris, a été donné le Stabat Mater ainsi que la Semiramide et l'Otello. Pour la célébration du premier centenaire de la naissance de Rossini en 1892, on a pu voir L'occasione fa il ladro  et au cours de XXe siècle ont été représentés de nombreux opéras de Rossini y compris beaucoup de ceux qui sont moins connus.

## La création du Festival en 1980
Le Festival a été créé en 1980 dans le but de faire mieux connaitre les opéras oubliés de Rossini et de les représenter tous, avec la collaboration de la maison d'édition G. Ricordi & Co., qui a publié leur édition critique. Sur les trois douzaines environ d'opéras écrits, seulement une poignée était régulièrement représentée.
Le 13 août 1993, le parlement italien a unanimement approuvé la loi spéciale no 319, « Règles pour la subvention du Rossini Opera Festival », qui reconnait le travail remarquable du festival de Pesaro dans la renaissance des opéras de Rossini ; ce travail devait être inclus dans la liste des opérations ayant le soutien de l'État pour restauration de l'héritage artistique national. Le financement qui s'ensuit (et dont le Parlement a récemment approuvé la prolongation) est financé par les fonds des Beni Culturali.
Le Rossini Festival a remis au jour de nombreuses œuvres de Rossini moins connues, dont certaines sont depuis entrées dans le répertoire classique des opéras.
Depuis le début, le Festival attire quelques-uns des plus grands chanteurs dont Marilyn Horne, Montserrat Caballé, Samuel Ramey, Chris Merritt, Rockwell Blake, Ruggero Raimondi et Juan Diego Florez.